# إلي سميث
إلي سميث (بالإنجليزية: Eli Smith)‏، (وُلد في 1801– وَتوفّي في 1857)، كان باحثًا وَمُبشّرًا بروتستانتيًّا أمريكيًّا من نورثفورد، كونيكتيكت. وَقد تخرّج من جامعة ييل في 1821 وَمن مدرسة أندوفر اللاهوتية في 1826. عمل في مالطا حتَّى 1829، ثُمَّ في شركة مع هاريسن دوايت وَسافر إلى أرمينيا وَجورجيا وَبلاد فارس. وَنشرا مُشاهداتهما باسم «أبحاث مُبشِّر في أرمينيا»(Missionary Researches in Armenia)، في 1833 ضمن مُجَلَّدين. استقرّ إلي سميث في بيروت في 1833. وَسافر مع إدوارد روبنسون في رحلتين إلى الأراضي المُقدّسة في 1838 وَ1852، مُتصرّفًا كَمُترجم لروبنسون في مَسعىً لتسجيل وتعريف أسماء الأماكن المُقدّسة في فلسطين. اشتُهِر بسبب جلبه لأوَّل آلة طباعة بأحرف عربيّة إلى سوريا.
أُرسل أولاً إلى مالطا ليتولى أمر مطبعة الإرسالية فيها، ثم جاء بيروت عام 1827 لسنة واحدة وغادرها ليعود إليها سنة 1834 ويبقى فيها حتى وفاته سنة 1857. كان يتكلم اللغة العربية بطلاقة، ويلمّ باللغات القديمة وببعض اللغات الحديثة.وَتابع نحو مُهِمَّةٍ اعتبرها وظيفة حياته: ترجمة الكتاب المقدس إلى اللُّغة العربيَّة، وبدء ذلك سنة 1849 عن اللغتين العبرية واليونانية، وساعده في ذلك بطرس البستاني. ولكنّه مات قبل أن يُكمِل المُهمّة، واستَكمَل كرنيليوس فانديك العمل بمساعدة البستاني، في مُهِمَّة سوريا التبشيريّة وَنُشرت بين عامي 1860 وَ1865.
زوجته هي هيتي بوتلر سميث (بالإنجليزية: Hetty Butler Smith)‏، وهي أيضًا مُبَشِّرة. درست ابنته ماري إليزابيث سميث (بالإنجليزية: Mary Elizabeth Smith)‏ في مدارس للإناث في هارتفورد، كونيكتيكت، إبسويتش، ماسوتشوستس. وَدرست أيضًا في مدرسة الإناث في مونتانا أبرن، سينسيناتي.وكانت ضمن قائمة أمريكا «مَنْ هي للنساء»(Women's Who's Who) من قِبَل جون ويليام ليونارد 1914-1915.

## روابط خارجيّة
- مقالة سيرة ذاتيّة.
- جواز سفر لمستكشف أورشليم، تنقيح إلي سميث، مؤسَّسة مخطوطات شابِل.